# Morgan McDonald
Morgan McDonald, född 23 april 1996, är en friidrottare från Australien. Han deltog vid olympiska sommarspelen 2020.